# Hemerodromia sufflexa
Hemerodromia sufflexa är en tvåvingeart som beskrevs av Axel Leonard Melander 1947. Hemerodromia sufflexa ingår i släktet Hemerodromia och familjen dansflugor.
Artens utbredningsområde är Washington. Inga underarter finns listade i Catalogue of Life.